# Phegopteris spinulosa
Phegopteris spinulosa là một loài dương xỉ trong họ Thelypteridaceae. Loài này được Hillebr. mô tả khoa học đầu tiên.
Danh pháp khoa học của loài này chưa được làm sáng tỏ. 